# Ялалагский сапотекский язык
Ялалагский сапотекский язык (Yalálag Zapotec, Zapoteco de Yalálag) — сапотекский язык, на котором говорят в городах Мехико, Оахака-де-Хуарес, Ялалаг штата Оахака, а также в штате Веракрус в Мексике.